# Ottwiller
Ottwiller (niem. Ottweiler) – miejscowość i gmina we Francji, w regionie Grand Est, w departamencie Dolny Ren.
Według danych na rok 2011 gminę zamieszkiwały 245 osoby, 48 os./km².